# Edward Warschilka
Edward Warschilka (* 15. März 1928 in Sopron, Ungarn; † 6. November 2004 in Los Angeles, Kalifornien) war ein ungarisch-amerikanischer Filmeditor.

## Leben
Warschilka begann seine Tätigkeit als Editor Mitte der 1960er für verschiedene Fernsehserien, etwa Jonny Quest. Ab den 1970er Jahren bis einschließlich 1990 wirkte er an unterschiedlichen Kinoproduktionen mit. Insgesamt war er bei mehr als 20 Produktionen am Filmschnitt beteiligt.
Sein Sohn Edward A. Warschilka war ebenfalls als Editor tätig und arbeitete bei mehreren Projekten mit John Carpenter zusammen.

## Filmografie (Auswahl)
- 1970: Der Hausbesitzer (The Landlord)
- 1971: Harold und Maude (Harold and Maude)
- 1973: Sheila (The Last of Sheila)
- 1976: Die haarsträubende Reise in einem verrückten Bus (The Big Bus)
- 1978: Hausbesuche (House Calls)
- 1979: Was, du willst nicht? (The Main Event)
- 1983: Projekt Brainstorm (Brainstorm)
- 1984: Das darf man nur als Erwachsener (Sixteen Candles)
- 1987: Inkognito (Hiding Out)
- 1988: Rambo III
- 1988: Chucky – Die Mörderpuppe (Child’s Play)
- 1990: Chucky 2 – Die Mörderpuppe ist wieder da (Child’s Play 2)
- 1991: Chucky 3 (Child’s Play 3)